# Otto Lorentzen Strandiger
Otto Lorentzen Strandiger (* um 1650 in Flensburg; † 23. April 1724 nahe Hamburg) war ein deutscher Theologe und Separatist.

## Leben und Wirken
Otto Lorentzen Strandiger war ein Sohn des Flensburger Kaufmanns Lorenz Hansen und dessen Ehefrau Adelheid, geborene Cypraeus. Seine Mutter war eine Tochter des Pastors Peter Cypraeus, der in Bupsee, einem 1634 untergegangenen Ort auf der Insel Nordstrand wirkte. Sein Nachname Strandiger geht auf die Insel Strand zurück.
Strandiger schrieb sich am 12. Mai 1672 an der Universität Königsberg ein. 1677 erhielt er eine Stelle als Adjunkt des Odenbüller Pastors Johannes Boysen an St. Vinzenz auf Nordstrand, dessen Tochter er heiratete und sein Nachfolger wurde. Während seiner Zeit auf Nordstrand beschäftigten ihn insbesondere Konflikte mit den Partizipanten, den seit 1652 auf Nordstrand ansässigen und mit Privilegien ausgestatteten katholischen Niederländern. Er beschuldigte sie, die lutherischen Gemeinden bevormunden zu wollen, seine Amtsausübung zu behindern und Bewohner lutherischen Glaubens zum Religionswechsel ermutigen zu wollen.
Strandiger versuchte entschieden, Übergriffe der Niederländer abzuwehren. In seinen Predigten äußerte er sich auch scharf gegen die katholische Lehre. Die Partizipanten sahen ihn auch als einen Gegner, da er sich für die wirtschaftlichen und sozialen Interessen der nach der Burchardiflut 1634 unter Armut leidenden Einwohner lutherischen Glaubens engagierte. In der lutherischen Gemeinde bemühte er sich, mit strenger Kirchenzucht gegen den Verfall der Sitten vorzugehen, was ihm weitere Gegner einbrachte.
1698 schloss Strandiger einen Schmied aufgrund sittlicher Vergehen vom Abendmahl aus. Herzog Christian Albrecht von Schleswig-Holstein-Gottorf befahl ihm, diese Entscheidung zurückzunehmen, was Strandiger verweigerte. Die Gottorfer Regierung entließ ihn aus diesem Grund aus seinem Amt in Odenbüll und bot ihm stattdessen an, das Pfarramt in Sahms im Herzogtum Sachsen-Lauenburg zu übernehmen, in der Hoffnung, die Insel somit wieder befrieden zu können. Strandiger nahm dieses Angebot nicht an, schied daher am 14. August 1698 zwangsweise aus dem Amt und ging nach Flensburg. Hier erhielt er eine Stelle als Vesper- und Armenprediger an der Marienkirche.
In Flensburg wurde Strandiger schnell Ziel neuer scharfer Kritik. Hinrich Braker, Gegner des Pietismus, sagte, dass Strandiger in seinen Predigten pietistische Standpunkte vertreten und pietistische Literatur in Umlauf gebracht habe. Der Schleswiger Generalsuperintendent Josua Schwartz initiierte daraufhin bei der Synode ein Predigtverbot gegen Stradiger, der zudem so lange nicht am Abendmahl teilnehmen sollte, wie er seine Falschaussagen nicht widerrufen habe.
Strandiger weilte längere Zeit in Kopenhagen und fand dort einflussreiche Fürsprecher, die trotzdem nicht helfen konnten, den von der Synode gefassten Beschluss aufzuheben. Der wesentliche Grund hierfür war jedoch schlussendlich, dass er nicht schriftlich zusichern wollte, von weiteren anstößigen, verdächtigen oder falschen Predigten abzusehen und sich von weiteren pietistischen Neuerungen oder chiliastischen Schwärmereien abzuwenden.
Strandiger besuchte danach in Hamburg den aus Flensburg gebürtigen Sektierer Gerdt Lange, der die Taufe von Kindern ablehnte und sich von der Kirche getrennt hatte. Um 1706 bezweifelte auch Strandiger die Schriftmäßigkeit der Taufe und sprach sich für eine Trennung vom christlichen Gottesdienst aus, der aus seiner Sicht verderbt war. Mit diesen Äußerungen rief er nun auch Proteste der Pietisten aus Flensburg hervor, die ihm bis dahin während der Konflikte mit Braker und Schwartz zur Seite gestanden hatten.
Strandiger galt als Dissident, dem Sanktionen der Obrigkeiten drohten. Daher ging er nach Friedrichstadt, das eine religiöse Freistatt war. Hier positionierte er sich bei den Mennoniten, ohne zu konvertieren. Nachdem seine Frau verstorben war, ging er noch einmal zurück nach Flensburg, wo er bei den alten Gegnern nicht willkommen war. Am 19. Februar 1716 erließ König Friedrich IV. auf deren Initiative ein Edikt gegen Strandiger. Er musste aus der Kirche austreten und alle dänischen Länder verlassen. Daraufhin zog er in die Nähe Hamburgs, wo er später starb.

## Werke
Strandigers Werke weisen einen direkten Zusammenhang zu seinen Konflikten in Flensburg auf. 1708 schrieb er das Bekäntnis von dem kirchlichen, sogenannten Gottesdienst im Lutherthum. Darin erklärte er seine Sicht zur Frage der Kindstaufe und zum öffentlichen Gottesdienst. Den öffentlichen Gottesdienst lehnte er nicht grundsätzlich ab, kritisierte aber dessen Mängel. Solange diese nicht abgestellt seien, sollten sich wahre Christen in eigenen Kreisen treffen. Darüber hinaus hinterfragte er, ob die Kindstaufe im Sinne der Schrift sei. Insbesondere diese Passage führte zu öffentlichem Widerspruch. So schrieb der Glücksburger Propst Hinrich Hammerich im selben Jahr die Verthädigte Kindertaufe. 1712 reagierte hierauf auch der Flensburger Geistliche Arend Fischer mit der Gegenschrift Die noch fest stehende unumstößliche Wahrheit unserer Lutherischen Kirche von der Kindertaufe.
Strandiger führte den Disput mit seiner Schrift Fischer widerleget von Fischer fort, in der er sich bemühte, Widersprüche in Fischers Werk darzustellen. Nach seiner Ausweisung schrieb der Kopenhagener Professor für Theologie, Johannes Trellund, 1716 auf königlichen Befehl die Schriftmäßige Wiederlegung des Bekäntnisses Herrn O. L. Strandigers. Strandiger antwortete darauf umfangreich im Folgejahr durch Die heilsahme Wahrheit. Trellund erwiderte daraufhin 1719 mit der Ausführlichen Verthädigung seiner Wiederlegung. Die letzte Schrift Strandigers in diesem Disput soll sein kurzer Brief aus dem Jahr 1720 gewesen sein.

## Familie
Strandiger heiratete Marie Elisabeth Boysen (begraben am 13. Juni 1714 in Friedrichstadt). Ihr Vater Johannes Boysen († 30. Juli 1691) war sein Vorgänger als Pastor in Odenbüll auf Nordstrand. Das Ehepaar hatte einen dokumentierten Sohn namens Peter. Dieser heiratete am 16. Mai 1715 Sophie Hedwig Jens, deren Vater Peter Jens als Mundkoch auf Schloss Glücksburg tätig war.